# مقاطعة ديكينسون (آيوا)
مقاطعة ديكينسون (بالإنجليزية: Dickinson County)‏ هي إحدى مقاطعات ولاية آيوا في الولايات المتحدة الأمريكية.